# Challenger de Buenos Aires
Il Challenger de Buenos Aires, noto in precedenza come Copa Topper e Copa Fila per motivi di sponsorizzazione, è un torneo professionistico di tennis maschile giocato sulla terra rossa che fa parte dell'ATP Challenger Tour. Inaugurato nel 2010, si gioca annualmente al Racket Club di Buenos Aires, in Argentina. L'edizione del 2021 ha fatto parte del circuito Legión Sudamericana creato per aiutare lo sviluppo professionale dei tennisti sudamericani.

## Albo d'oro

### Singolare
| Anno | Campione              | Finalista            | Punteggio           |
| ---- | --------------------- | -------------------- | ------------------- |
| 2024 | Francisco Comesaña    | Federico Coria       | 1–6, 7–6(7), 6–4    |
| 2023 | Mariano Navone        | Federico Coria       | 2–6, 6–3, 6–4       |
| 2022 | Juan Manuel Cerúndolo | Camilo Ugo Carabelli | 6–4, 2–6, 7–5       |
| 2021 | Sebastián Báez        | Thiago Monteiro      | 6–4, 6–0            |
| 2020 | Non disputato         | Non disputato        | Non disputato       |
| 2019 | Sumit Nagal           | Facundo Bagnis       | 6–4, 6–2            |
| 2018 | Pablo Andújar         | Pedro Cachín         | 6–3, 6–1            |
| 2017 | Nicolás Kicker        | Horacio Zeballos     | 6(5)–7, 6–0, 7–5    |
| 2016 | Renzo Olivo           | Leonardo Mayer       | 2–6, 7–6(3), 7–6(3) |
| 2015 | Kyle Edmund           | Carlos Berlocq       | 6–0, 6–4            |
| 2014 | Non disputato         | Non disputato        | Non disputato       |
| 2013 | Pablo Cuevas          | Facundo Argüello     | 7–6(6), 2–6, 6–4    |
| 2012 | Diego Schwartzman     | Guillaume Rufin      | 6–1, 7–5            |
| 2011 | Carlos Berlocq        | Gastão Elias         | 6–1, 7–6(3)         |
| 2010 | Diego Junqueira       | Juan Pablo Brzezicki | 6–2, 6–1            |

### Doppio
| Anno | Campione                                | Finalista                                     | Punteggio           |
| ---- | --------------------------------------- | --------------------------------------------- | ------------------- |
| 2024 | Murkel Dellien Facundo Mena             | Felipe Meligeni Alves Marcelo Zormann         | 1–6, 6–2, [12–10]   |
| 2023 | Diego Hidalgo Cristian Rodríguez        | Fernando Romboli Marcelo Zormann              | 6–3, 6–2            |
| 2022 | Guido Andreozzi (3) Guillermo Durán (2) | Román Andrés Burruchaga Facundo Díaz Acosta   | 6–0, 7–5            |
| 2021 | Luciano Darderi Juan Bautista Torres    | Hernán Casanova Santiago Fa Rodríguez Taverna | 7–6(5), 7–6(10)     |
| 2020 | Non disputato                           | Non disputato                                 | Non disputato       |
| 2019 | Guido Andreozzi (2) Andrés Molteni      | Hugo Dellien Federico Zeballos                | 6(3)–7, 6–2, [10–1] |
| 2018 | Guido Andreozzi (1) Guillermo Durán (1) | Marcelo Demoliner Andrés Molteni              | 6–4, 4–6, [10–3]    |
| 2017 | Ariel Behar Fabiano de Paula            | Máximo González Fabrício Neis                 | 7–6(3), 5–7, [10–8] |
| 2016 | Julio Peralta (2) Horacio Zeballos (3)  | Sergio Galdós Fernando Romboli                | 7–6(5), 7–6(1)      |
| 2015 | Julio Peralta (1) Horacio Zeballos (2)  | Guido Andreozzi Lukas Arnold Ker              | 6–2, 7–5            |
| 2014 | Non disputato                           | Non disputato                                 | Non disputato       |
| 2013 | Máximo González Diego Schwartzman       | Rogério Dutra da Silva André Ghem             | 6–3, 7–5            |
| 2012 | Martín Alund Horacio Zeballos (1)       | Facundo Argüello Agustín Velotti              | 7–6(6), 6–2         |
| 2011 | Carlos Berlocq (2) Eduardo Schwank      | Marcel Felder Jaroslav Pospíšil               | 6(1)–7, 6–4, [10–7] |
| 2010 | Carlos Berlocq (1) Brian Dabul          | Andrés Molteni Guido Pella                    | 7–6(4), 6–3         |